# Уитни, Уильям Дуайт
Уильям Дуайт Уитни (англ. William Dwight Whitney; 9 февраля 1827, Нортгемптон (Массачусетс) — 7 июня 1894, Нью-Хейвен) — американский лингвист, филолог, лексикограф, редактор «Словаря века» (англ. Century Dictionary), иностранный член-корреспондент Петербургской академии наук (1875). Брат геолога Джозайи Уитни.

## Биография
Уильям родился в семье преподавателей Йельского университета, известной своими научными достижениями, блестяще закончил медицинский факультет Колледжа Уильямса (г. Уильямстаун).
В 1848 году под руководством друга и духовного наставника своего отца, пастора Дж. Дея, Уитни занялся изучением санскрита. В 1850 году Уильям уехал в Германию, где обучался в Берлинском университете вместе с Альбрехтом Вебером, Францем Боппом и Карлом Лепсиусом, после этого  работал вместе с Рудольфом Ротом в Тюбингене.
В 1853 году ему предложили занять должность профессора санскрита и родственных с ним языков на факультете философии и искусств в Йельском университете, и Уитни принял это предложение.
С 1854 году и до конца жизни Уитни проработал в Йельском университете, где преподавал санскрит, а с 1870 году — сравнительную грамматику.
28 августа 1856 года Уитни женился на Елизавете Вустер Болдвин. У них родилось шесть детей, но выжило из них только четверо: сын и три дочери, которые очень помогли отцу в подготовке его поздних публикаций.
В 1884 году один из основных трудов Уильяма Уитни «Жизнь и рост языка» был опубликован в переводе на русский язык в журнале А. А. Хованского «Филологические записки».

## Научная деятельность
Уильям Уитни считается первым американским теоретиком языкознания, основоположником американской лингвистической школы. Он был одним из инициаторов создания Американской филологической ассоциация (1869), первым её президентом; принимал активное участие в организации Ассоциации современных языков (1883).
Его исследования, ставшие  связующим звеном между школами Вильгельма фон Гумбольдта и Фердинанда де Соссюра, оказали существенной влияние на развитие сравнительно-исторического языкознания; отстаивал принцип историзма, регулярности языковых изменений и зависимости их от социальных факторов.
Научная концепция Уитни о языке и задачах языкознания была представлена в двух его монографиях «Язык и изучение языка» и «Жизнь и рост языка», посвященных основным вопросам языкознания: происхождению языка, предмету и методам исследования, роли языка в жизни общества, взаимоотношениям языка и других дисциплин.

## Основные научные труды
- Translation of the Suryasiddhanta, a Text-book of Hindu Astronomy (Jour. Am. Oriental Soc., vol. vi., 1860);
- Language and the Study of Language (1867);
- A Compendious German Grammar (1869);
- Oriental and Linguistic Studies (1873; second series, 1874);
- The Life and Growth of Language (1875);
- Essentials of English Grammar (1877);
- A Compendious German and English Dictionary (1877);
- A Practical French Grammar (1886);
- Max Muller and the Science of Language (1892).